# Life, Sex & Death
Life, Sex & Death — американская рок-группа из города Чикаго, игравшая в стиле хард-рок и хард-н-хэви.

## История
Особенность группы была в том, с целью рекламы были распространены слухи о том, что их вокалист по прозвищу Стэнли был предположительно бездомным. Это добавило группе популярности, но все таки она не смогла достичь значительных успехов. Позже выяснилось настоящее имя вокалиста — Крис Стэн.
Проект оказался коммерчески неудачным, поэтому группа быстро распалась. Возможно, большой вред карьере группы нанесли слухи о бездомности их вокалиста.

## Дискография
В 1992 году на лейбле Reprise Records группа записала свой единственный альбом «The Silent Majority». Два музыкальных клипа, которые транслировались на телеканале MTV, на песни группы («School's for Fools» и «Tank») попали в мультсериал Бивис и Баттхед.
| №                   | Название                            | Длительность |
| ------------------- | ----------------------------------- | ------------ |
| 1.                  | «Blue Velvet Moon / We're Here Now» | 3:41         |
| 2.                  | «Jawohl Asshole»                    | 4:10         |
| 3.                  | «School's for Fools»                | 2:56         |
| 4.                  | «Telephone Call»                    | 4:56         |
| 5.                  | «Farm Song»                         | 2:03         |
| 6.                  | «Fuckin' Shit Ass»                  | 3:43         |
| 7.                  | «Hey Buddy»                         | 6:12         |
| 8.                  | «Train»                             | 5:45         |
| 9.                  | «Wet Your Lips»                     | 3:52         |
| 10.                 | «Tank»                              | 4:08         |
| 11.                 | «Raise a Little Hell»               | 4:51         |
| 12.                 | «Guatemala»                         | 5:49         |
| 13.                 | «Big Black Bush»                    | 5:09         |
| 14.                 | «Rise Above»                        | 4:03         |
| Общая длительность: | Общая длительность:                 | 61:18        |

## Состав
- Стэнли (Крис Стэн) — вокал, фортепиано в песне «Rise Above»
- Алекс Кейн — гитара, бэк-вокал
- Билл Э Гар — бас-гитара, бэк-вокал
- Брайан Майкл Горак — ударные